# Svensktoppen 1978
Svensktoppen 1978 är en sammanställning av de femton mest populära melodierna på Svensktoppen under 1978.
1974 infördes bestämmelsen att både text och musik måste ha skrivits av svenska medborgare. Översättningar av icke-svenska originallåtar var alltså inte längre tillåtna, däremot behöver inte framföraren ha svenskt pass. Denna regel ändrades i mitten av 1978, då man åter igen tillät utländska låtar i svensk översättning. Däremot skulle minst hälften av melodierna ha svenska upphovsmän.
Populärast var Låt inte din skugga falla här av Ann-Louise Hanson, som fick 539 poäng under 11 veckor. Den är en cover av Don't Darken my Doorstep av Thomas H. Minor, försvenskad av Anders och Bruno Glenmark. Ann-Louise spelade 1981 även in en tysk version Champagner für Johnny.
Årets melodifestival hade lite inflytande på årets Svensktopp. Populärast därifrån var Nattmara av Pugh Rogefeldt, som fick 345 poäng under 11 veckor.
Populäraste artisterna var Ann-Louise Hanson och Schytts, med två melodier var på årssammanfattningen.

## Årets Svensktoppsmelodier 1978
| Nr | Artist            | Titel                               | Poäng | Antal veckor |
| -- | ----------------- | ----------------------------------- | ----- | ------------ |
| 1  | Ann-Louise Hanson | Låt inte din skugga falla här       | 539   | 11           |
| 2  | Ann-Louise Hanson | Räck mig din hand                   | 528   | 10           |
| 3  | Wizex             | Om en stund                         | 512   | 11           |
| 4  | Lars Berghagen    | Låt mej skänka dej en melodi        | 505   | 11           |
| 5  | Mats Rådberg      | Vänd dej inte om                    | 479   | 10           |
| 6  | Kjerstin Dellert  | O min Carl Gustaf                   | 433   | 11           |
| 7  | Paul Sahlin       | Jag vill ge dig ett äventyr         | 410   | 10           |
| 8  | Curt Haagers      | Tingelingeling                      | 409   | 11           |
| 9  | Björn Skifs       | Härligt härligt men farligt farligt | 402   | 10           |
| 10 | Schytts           | Kommer du ihåg Babylon              | 401   | 8            |
| 11 | Pierre Isacsson   | Angelina                            | 392   | 10           |
| 12 | Sven-Erics        | Ta min hand                         | 389   | 11           |
| 13 | Schytts           | Ge mig mera                         | 388   | 11           |
| 14 | Towa Carson       | Casablanca                          | 387   | 11           |
| 15 | Vikingarna        | Export                              | 377   | 11           |